# Villa La Massa

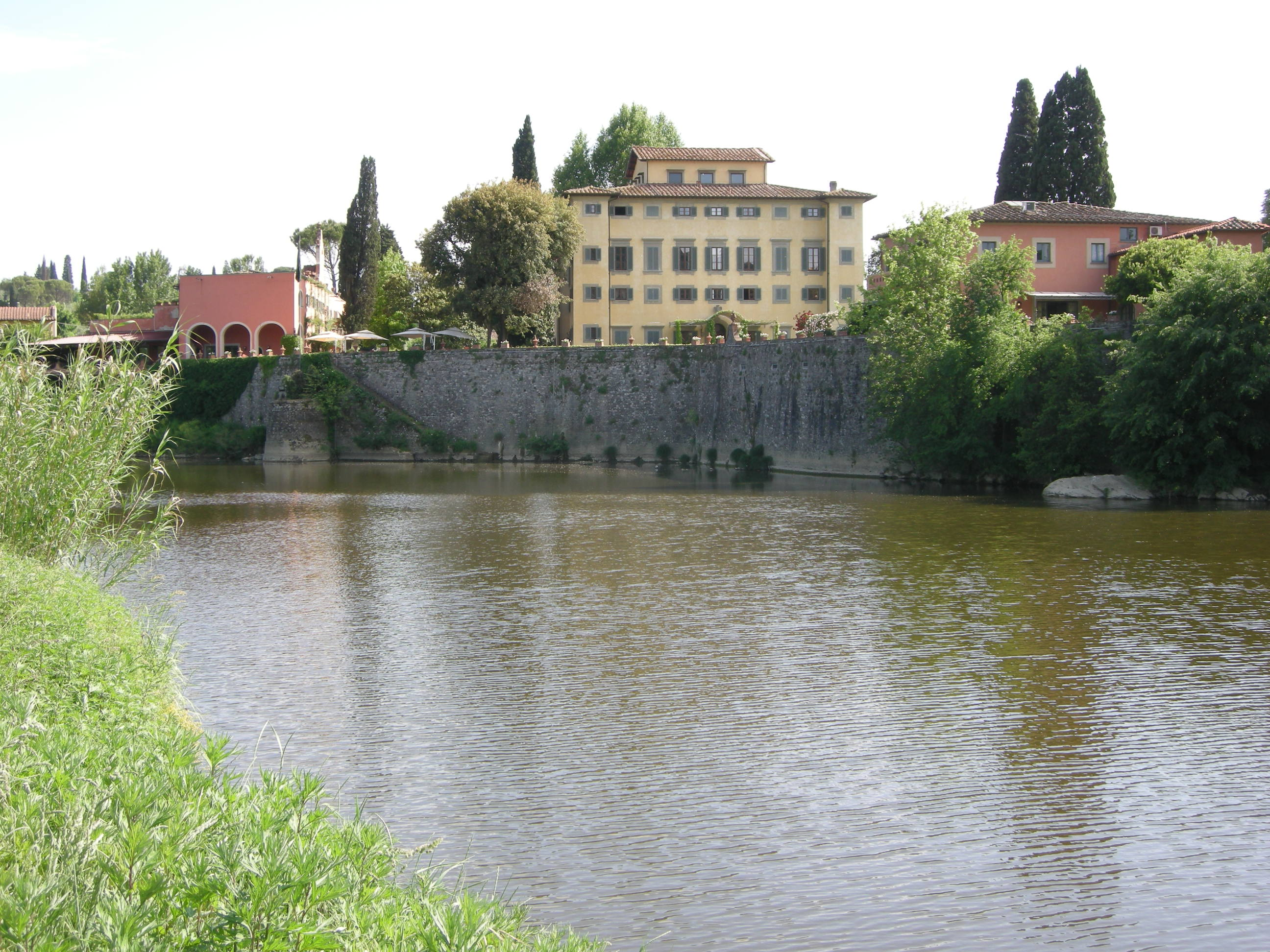
Villa la Massa vista dall'Arno

La Villa La Massa si trova in via della Massa a Candeli, frazione di Bagno a Ripoli alle porte di Firenze.

## Storia e descrizione
Secondo Emanuele Repetti il toponimo deriverebbe da un "masso" che, anticamente, ostacolava il giro dell'Arno, infatti la villa sorge sulla sponda sud del fiume, a poca distanza dalla riva. In realtà da studi geologici recentemente effettuati nell'area della Villa è più probabile che le due anse descritte dall'Arno all'altezza del Girone siano dovute a un controllo tettonico, ossia alla presenza di faglie e/o di linee di fratturazione delle rocce locali intersecanti fra loro che, nel tempo, hanno condizionato il corso fluviale facendogli seguire tratti maggiormente erodibili. 
L'edificio potrebbe risalire alla fine del XIII secolo o all'inizio del XIV, quando è citato, secondo una note del Carocci, come di proprietà dei Giraldi. La famiglia doveva tenere particolarmente alla Massa infatti quando andò in dote di Francesca di Giovanni di Niccolò, sposa di Vieri Riccialbani, il padre della sposa si affrettò a ricomprarla dalla coppia, nel 1544.
Quando il casato si estinse con Giovanni d'Alessandro, tutti i beni passarono a sua figlia Giovanna maritata Pecori, e da allora i discendenti si chiamarono Pecori-Giraldi. Nel Seicento i Pecori-Girladi risultavano ormai residenti a villa Gerini, mentre La Massa apparteneva ai Landini, che la tennero fino al 1780, quando la vedova Giuseppe di Giovanni la vendette ai Rinuccini per 1250 scudi fiorentini.
L'aspetto attuale della villa risale a quel periodo, quando i Rinuccini la ingrandirono e le diedero le forme monumentali. Nel 1854 Pier Francesco cedette la proprietà a tre fiorentini, Giuseppe Faldi, Pietro Bracci e Giuseppe Faberi per 350 scuri.
Dal settembre del 1941 al settembre del 1943 la villa fu utilizzata come struttura di detenzione per ufficiali alleati.
Nel dopoguerra infine fu della famiglia Grillini, che restaurarono la villa e la trasformarono in struttura ricettiva, alzandola di un piano e ricavando all'interno un salone. Il parco, restaurato, ha una fisionomia romantica all'inglese.